# Jan Cremers
J.M.B. (Jan) Cremers (Limbricht, 3 mei 1952) is een Nederlands socioloog en voormalig politicus namens de Partij van de Arbeid (PvdA).

## Biografie
Hij studeerde organisatie- en ontwikkelingssociologie aan de Katholieke Hogeschool Tilburg en was werkzaam als docent en als ambtenaar op het ministerie van Sociale Zaken en Werkgelegenheid. Ook was hij lid van het bestuur van het Europees Vakverbond en directeur van het Gemeenschappelijk Begeleidingsinstituut Ondernemingsraden (GBIO). Vanaf voorjaar 2007 tot eind 2018 werkte hij als senior onderzoeker aan het Amsterdams Instituut voor Arbeidstudies van de Universiteit van Amsterdam. Voorts is hij vanaf mei 2015 verbonden aan de Tilburg Law School van de Universiteit van Tilburg, alwaar hij onder meer een Databank over Arbeidsmigratie heeft opgezet.
Van 8 mei 2008 tot 14 juli 2009 was hij Europarlementariër als vervanger van Edith Mastenbroek. Na de Europese Parlementsverkiezingen van 2009 keerde hij niet terug in het Europees Parlement, omdat Judith Merkies hem met voorkeurstemmen passeerde.
Sedert 2009 heeft hij zitting in het Bundeskuratorium van een van de grootste Duitse ngo's (Der Internationale Bund - IB). In november 2013 ontving hij een eredoctoraat van de Universiteit van Westminster voor zijn publicaties over Europees sociaal beleid. Hij verricht onderzoek op het terrein van het vrij verkeer van werknemers, de mobiliteit op de Europese arbeidsmarkt en de vrije dienstverlening en publiceert hierover zeer regelmatig.
Verder was hij in 2018 nauw betrokken bij de voorbereiding en totstandkoming van de Europese Arbeidsautoriteit en hij maakt sinds 2019 deel uit van de Management Board van deze instelling (voor de zittingstermijn 2019-2023). Hij is als bestuurder betrokken bij het Kenniscentrum Arbeidsmigranten (opgericht in oktober 2020).